# Šnjegotina Gornja
Šnjegotina Gornja (cyr. Шњеготина Горња) – wieś w Bośni i Hercegowinie, w Republice Serbskiej, w gminie Teslić. W 2013 roku liczyła 538 mieszkańców.